# Підлісне (Кувандицький міський округ)
Підлі́сне (рос. Подлесное) — село у складі Кувандицького міського округу Оренбурзької області, Росія.

## Населення
Населення — 85 осіб (2010; 180 у 2002).
Національний склад (станом на 2002 рік):
- башкири — 45 %
- росіяни — 41 %